# مدرسه مذهبی اقیانوس آرام
مدرسه مذهبی اقیانوس آرام (انگلیسی: Pacific School of Religion) یک دانشگاه خصوصی حوزه علمیه پروتستانیسم  در  برکلی، کالیفرنیا است.